# Новопольское сельское поселение
Новопольское се́льское поселе́ние — муниципальное образование в Зеленодольском районе Татарстана Российской Федерации.
Административный центр — посёлок Новопольский.

## История
Статус и границы сельского поселения установлены Законом Республики Татарстан от 31 января 2005 года № 24-ЗРТ «Об установлении границ территорий и статусе муниципального образования "Зеленодольский муниципальный район" и муниципальных образований в его составе».

## Население
| 2010  | 2011  | 2012 | 2013 | 2014 | 2015 | 2016  |
| ----- | ----- | ---- | ---- | ---- | ---- | ----- |
| 728   | ↗730  | ↗768 | ↗822 | ↗865 | ↗974 | ↗1082 |
| 2017  | 2018  |      |      |      |      |       |
| ↗1141 | ↗1216 |      |      |      |      |       |

## Состав сельского поселения
| № | Населённый пункт | Тип населённого пункта          | Население |
| - | ---------------- | ------------------------------- | --------- |
| 1 | Грузинский       | посёлок                         |           |
| 2 | Дубровка         | посёлок                         |           |
| 3 | Красницкий       | посёлок                         |           |
| 4 | Новопольский     | посёлок, административный центр |           |
| 5 | Новочувашский    | посёлок                         |           |
| 6 | Раифский         | посёлок                         |           |
| 7 | Урняк            | посёлок                         |           |